# Султан-Мухаммед
Султан-Мухаммед (*д/н — 1500) — султан Ак-Коюнлу в Кермані та Фарсі в 1497—1500 роках. Повне ім'я Абул-Мукаррам Мухаммед Баяндур бен Юсуф.

## Життєпис
Походив з роду Ак-Коюнлу. Син Юсуф-бека та онук шаха Узун-Хасана. Про дату народження та молоді роки замало відомостей. У 1497 році разом з родичами та частиною знаті виступив проти султана Ахмеда Говде, який у битві при Ісфагані зазнав поразки. Після цього розділив державу Ак-Коюнлу з братом Алванд Мірзою, отримавши Фарс, Сістан, Єзд та Керман.
У 1498 році розпочав війну з братом Алвандом, проте зазнав поразки й вимушений тікати до Ісфагану. У 1499 році отаборився в Кермані. Втім, невдовзі вступив у боротьбу з іншим родичем Мурадом ібн Якубом, але 1500 року зазнав поразки й загинув.